# آلمانی بالای میانه
آلمانی بالای میانه (آلمانی: Mittelhochdeutsch) دوره‌ای از زبان آلمانی بود که در قرون وسطای میانه گفتگو می‌شد. این زبان میان سال‌های ۱۰۵۰ و ۱۳۵۰ رایج بود که از آلمانی بالای باستان ریشه گرفته و به آلمانی بالای نو پیشین تبدیل شد.